# オホーツク (列車)
オホーツクは、北海道旅客鉄道（JR北海道）が札幌駅 - 網走駅間を函館本線・宗谷本線・石北本線経由で運行する特別急行列車である。
本項では旭川駅 - 網走駅間で運行される特別快速列車大雪（たいせつ）、快速列車きたみ、その他石北本線で運行されていた優等列車およびそれを補完する速達列車の沿革についても記述する。

## 概要

### オホーツク
列車名は北海道北東部に広がるオホーツク海に由来する。日本国有鉄道・JRを通じ、唯一ロシア語を由来とする名称が愛称となっている列車である。
愛称の初出は1959年（昭和34年）9月に旭川駅 - 網走駅間で運行を開始した準急列車で、1960年（昭和35年）7月に札幌発着に変更、1961年（昭和36年）10月のダイヤ改正で急行列車に格上げされて函館発着となった。1964年（昭和39年）10月の改正で札幌発着に戻されたが、1968年（昭和43年）10月の改正からは名寄本線経由（旭川駅 - 遠軽駅 - 興部駅 - 名寄駅間）の急行列車として運行されるようになった。
現在の列車種別・運行経路となったのは、1972年（昭和47年）10月2日のことで、当時函館駅 - 網走駅間で運転されていた特急「おおとり」の補完として、札幌駅 - 網走駅間の急行「大雪」のうち1往復を特急列車（31D/32D）に格上げするにあたり、「オホーツク」の名称が転用された。当時北海道内の特急列車は青函連絡船との接続を重視して函館駅発着で設定されていた中にあって、函館駅を発着しない特急列車の設定は異例であった。
これ以降、特急「オホーツク」は急行「大雪」の格上げおよび特急「おおとり」の札幌駅系統分割によって増発され、ピークの1992年（平成4年）3月には昼行4往復・夜行1往復の5往復となった。
しかし、夜行便は2006年（平成18年）3月17日に定期運転を終了（臨時運行は2008年（平成20年）3月16日発まで運行）、2017年（平成29年）3月4日のダイヤ改正では4往復のうち日中の2往復を旭川駅で系統分割し、以降時刻の変更はあるものの2往復の運転が続いている。

### 大雪
特別料金不要の特別快速列車であるが、停車駅は「オホーツク」とほぼ同一であり（後述）、「オホーツク」が運転されない時間帯を補完する。
列車名は北海道中央部にそびえる大雪山に由来し、石北本線系統の列車として断続的に起用が続いている。
愛称の初出は1951年（昭和26年）4月に函館駅 - 網走駅間（小樽駅経由）の夜行急行列車「大雪」（旭川駅 - 網走駅間は普通列車）である。1961年（昭和36年）10月までは函館駅 - 旭川駅間を小樽駅経由で結ぶ列車という性格が強く、石北本線への直通はたびたび廃止され、直通していた時期も石北本線内は普通列車扱いとなっていた。1961年（昭和36年）10月から1963年（昭和38年）6月までは運行区間が函館駅 - 札幌駅間（小樽駅経由）に短縮されていた。
1963年（昭和38年）6月からは札幌駅 - 網走駅間の気動車急行が「大雪」となり、以降石北本線系統の急行列車名として定着した。1968年（昭和43年）10月1日ダイヤ改正（ヨンサントオ）では、石北本線経由の急行の列車名をすべて「大雪」に統合したため、釧網本線を経て釧路駅へ直通する列車や夜行客車列車なども含む全6往復の体制となった。
その後は「オホーツク」への格上げ等により、1985年（昭和60年）3月14日には昼行の1・2号（旭川駅 - 名寄駅 - 遠軽駅 - 名寄駅間、名寄本線経由）、夜行の3・4号（札幌駅 - 網走駅間）の2往復、翌1986年（昭和61年）11月には夜行1往復のみとなり、1992年（平成4年）3月14日ダイヤ改正で特急「オホーツク」の夜行便として編入されて41年に渡って起用された愛称の使用が一時終了した。
再起用は25年後の2017年（平成29年）3月4日のダイヤ改正であった。この改正では「オホーツク」4往復のうち、日中の2往復を旭川駅で系統分割することとなり、このうち旭川駅 - 網走駅間に設定した特急列車が「大雪」となった。しかし、利用が振るわないことから2021年（令和3年）3月13日ダイヤ改正以降、閑散期に曜日運休が設定されるようになり、2025年（令和7年）3月15日のダイヤ改正で特急としては廃止され、代わって設定された毎日運行の特別快速列車2往復の愛称が「大雪」となった。

### きたみ
「大雪」同様「オホーツク」を補完する役割を担うが、特別快速である「大雪」より停車駅が多いため快速列車として運転されている。
出自は現行の「大雪」と異なり、国鉄末期から臨時列車として日中の旭川駅 - 北見駅間に運転されていた急行「大雪」の臨時便を出自とし、並行する都市間バス「特急石北号」への対抗上、1988年（昭和63年）3月より停車駅などはそのまま、急行料金不要の特別快速列車と改めた際に、当時は夜行急行「大雪」1往復がまだ運転されていたため、別愛称の「きたみ」と名付けられたことが始まりである。この列車は好評を博し、ほどなく毎日運転の臨時列車となり、同年11月3日のダイヤ改正で定期列車となった。
以降停車駅の増加や通過駅の廃止により実質的に各駅停車となる区間が増えつづけ、2025年（令和7年）3月15日のダイヤ改正では北見駅 - 網走駅間の普通列車を吸収して運行区間が旭川駅 - 網走駅間となり、各駅停車区間が存在しない特別快速「大雪」との区別のため、種別を快速に変更した。

## 運行概況
2025年（令和7年）3月15日改正以降、特急「オホーツク」が札幌駅 - 網走駅間に1日2往復運転され、それを補完する形で旭川駅 - 網走駅間に特別快速「大雪」が1日2往復、快速「きたみ」が1往復運転されている。「大雪」「きたみ」は旭川駅で特急「カムイ」「ライラック」と接続して札幌方面へのアクセスを確保している。
列車番号は「オホーツク」が70D+号数、「大雪」が3591 - 3594D、「きたみ」が3583D・3582Dである。

### 停車駅
いずれも括弧書きの駅は一部列車のみ停車する。停車駅の変遷は後節も参照。

#### オホーツク
札幌駅 - 岩見沢駅 - （美唄駅） - （砂川駅） - 滝川駅 - 深川駅 - 旭川駅 - 上川駅 - 白滝駅 - 丸瀬布駅 - 遠軽駅 - 生田原駅 - 留辺蘂駅 - 北見駅 - 美幌駅 - 女満別駅 - 網走駅
- 2号（72D）のみ美唄駅・砂川駅を通過する。
- かつて運行されていた夜行便は江別駅・当麻駅にも停車した。

#### 大雪
旭川駅 - 上川駅 - 白滝駅 - 丸瀬布駅 - （瀬戸瀬駅） - 遠軽駅 - 生田原駅 - 留辺蘂駅 - 北見駅 - 美幌駅 - 女満別駅 - 網走駅
- 基本的に「オホーツク」と同一の停車駅であるが、夜間の上り1本（3594D）のみ瀬戸瀬駅に停車して普通列車を代替する。

#### きたみ
旭川駅 -（下り列車のみこの間の各駅に停車） - 当麻駅 - 上川駅 - 白滝駅 - 丸瀬布駅 - 遠軽駅 - 安国駅 - 生田原駅 - 留辺蘂駅 - （この間は各駅に停車）- 網走駅
- もともと旭川駅 - 北見駅間は現行の特急列車の停車駅に準じた停車駅であったが、上川駅以遠は通過駅の廃止と遠軽以遠の各駅停車化によって通過駅は瀬戸瀬駅と西留辺蘂駅のみとなっている。網走まで運行区間を延伸した際も、削減された普通列車を代替するため延伸された区間はすべての駅に停車している。
- 当麻駅は2006年（平成18年）改正で停車を開始した[JR北 5][JR北 6]。
- 下り網走行（3583D）のみ、旭川駅 - 当麻駅間も各駅停車となっている。これは2019年（平成31年）3月16日に先行の当麻行き普通列車が削減され統合が行われたためである[JR北 7][6][注 6]。

### 使用車両・編成
「オホーツク」は苗穂運転所に所属するキハ283系気動車を使用している。3両編成での運転を基本とし、繁忙期には最大5両編成まで増結される。グリーン車は連結しない（詳細は後述）。
「大雪」「きたみ」はH100形の2両編成が所定であり、ワンマン運転を実施している。
かつてはキハ54形気動車、またはキハ150形気動車1両を充当していた。

#### キハ261系による臨時運用
キハ183系がオホーツク・大雪にて、現役で運用されていた年である2020年には（令和2年）10月24日・25日の運用で、キハ261系5000番台「はまなす編成」のデビューと北海道鉄道140周年記念に伴い、「オホーツク」1号と「大雪」4号に同車が運用に充当された。指定席3両、自由席1両で運用され、1号車はフリースペースのはまなすラウンジ（特急オホーツク1号運用時は遠軽駅 - 網走駅間はダイニングカープランの予約客のみ利用可能）、2 - 4号車は普通指定席、5号車は普通自由席であった。
2021年（令和3年）5月15日・16日には、キハ261系5000番台「ラベンダー編成」のデビューに伴い、「オホーツク」1号と「大雪」4号に対し、北海道推進のキャッチコピー「HOKKAIDO LOVE!」を掲げ、同車を使用した「HOKKAIDO LOVE! オホーツク」1号と「HOKKAIDO LOVE! 大雪4号」が運行された。指定席3両、自由席1両で運転され、1号車はフリースペース、2 - 4号車は普通指定席、5号車は普通自由席であった。2022年（令和4年）1月18日から2月26日にかけて、一部のオホーツク・大雪にキハ261系5000番台「ラベンダー編成」が充当された。

### 過去の使用車両
- キハ80系気動車 - 1986年10月まで使用されていた。
- 14系客車
- キハ183系気動車 - 2023年3月17日まで使用されていた。

#### キハ183系時代
2023年3月17日まではキハ183系気動車が使用されていた。長らく基本番台を中心とする初期型の車両およびその改造車を中心に運転されており、3号車にはグリーン席・普通席合造車のキロハ182形が充当された。2009年（平成21年）10月1日以降は「とかち」から捻出された後期型の車両（500・1500番台と550・1550番台およびその改造車、いわゆるN・NN183系）が投入されるようになり、2018年（平成30年）には初期型は運用を終了した。長らく4両編成での運転を基本としており、末期は2号車がグリーン車指定席、1号車と3号車1番 - 9番（旭川駅基準で遠軽方に当たる客室内半分）が指定席、そのほかは普通車自由席であった。

#### 過去の歴代車両一覧

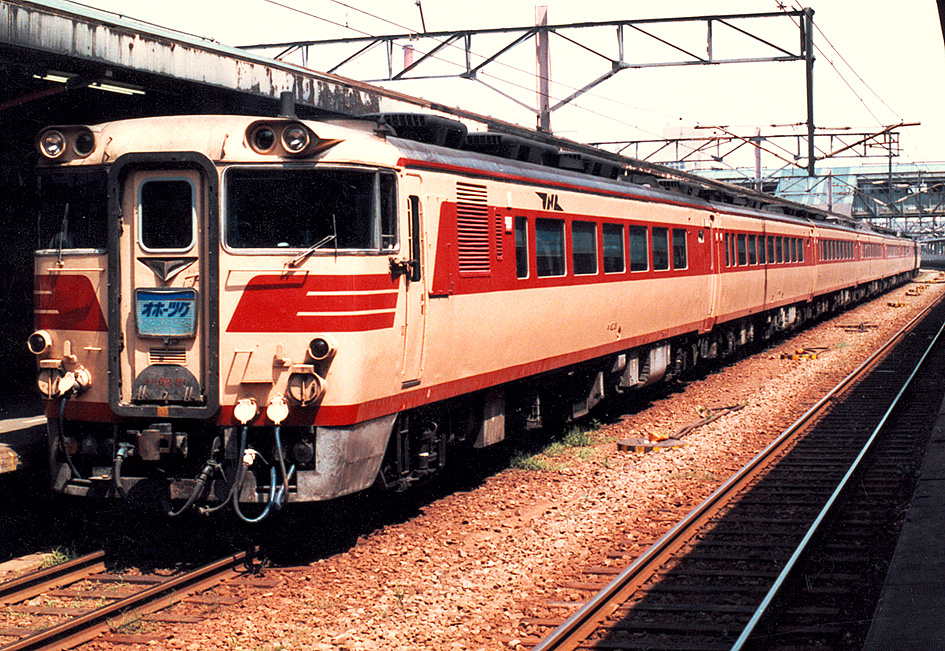
キハ80系特急「オホーツク」（1986年）
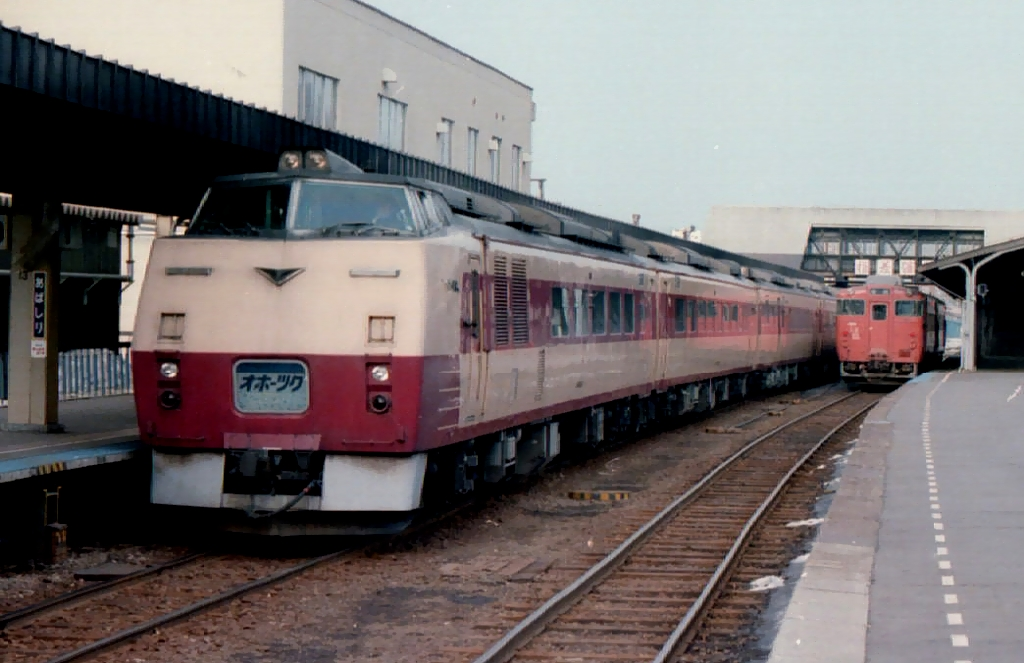
初期型のキハ183系による特急「オホーツク」（1985年8月）
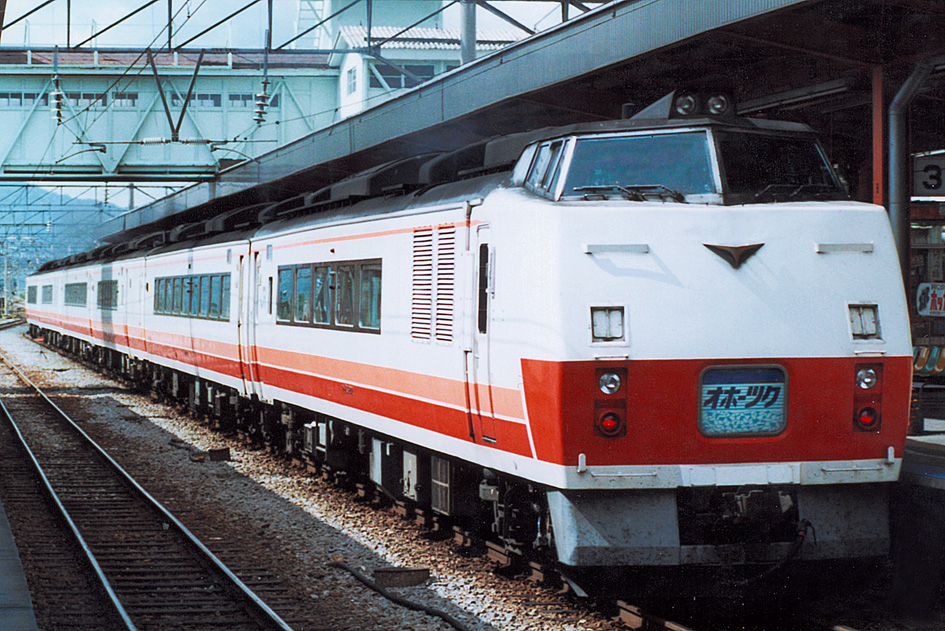
先頭車がキハ183系900番台の「オホーツク」（1990年）
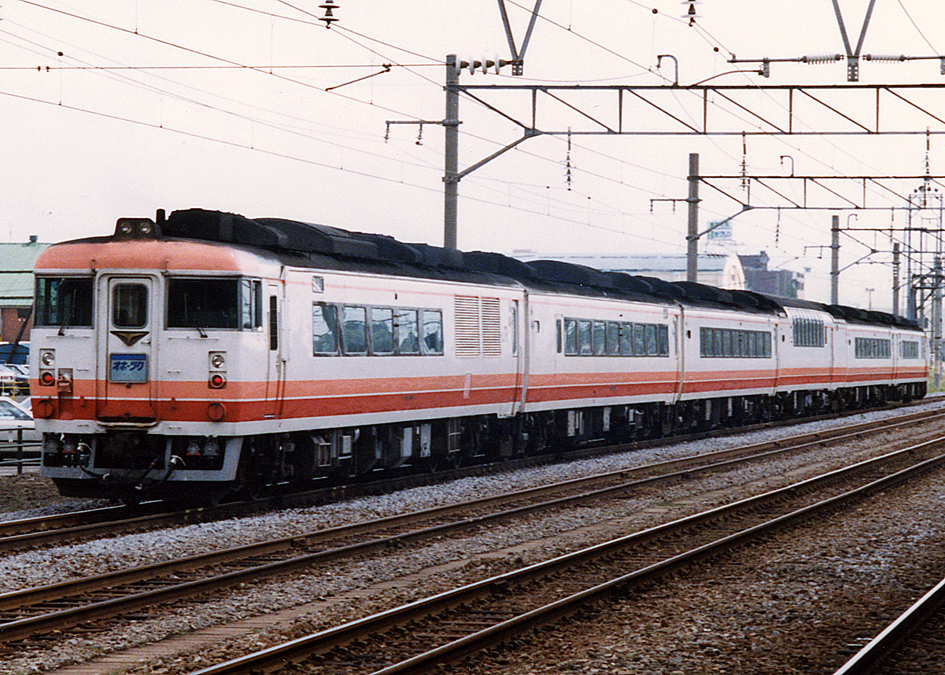
先頭車がキハ183系100番台の「オホーツク」（1990年）
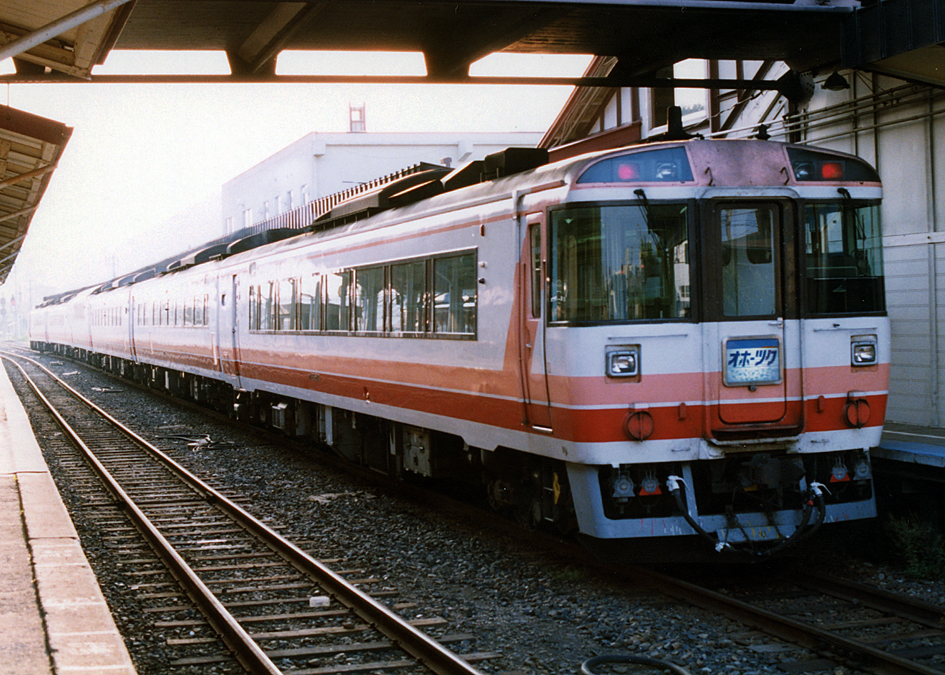
先頭車がキハ183系500番台の「オホーツク」（1990年）
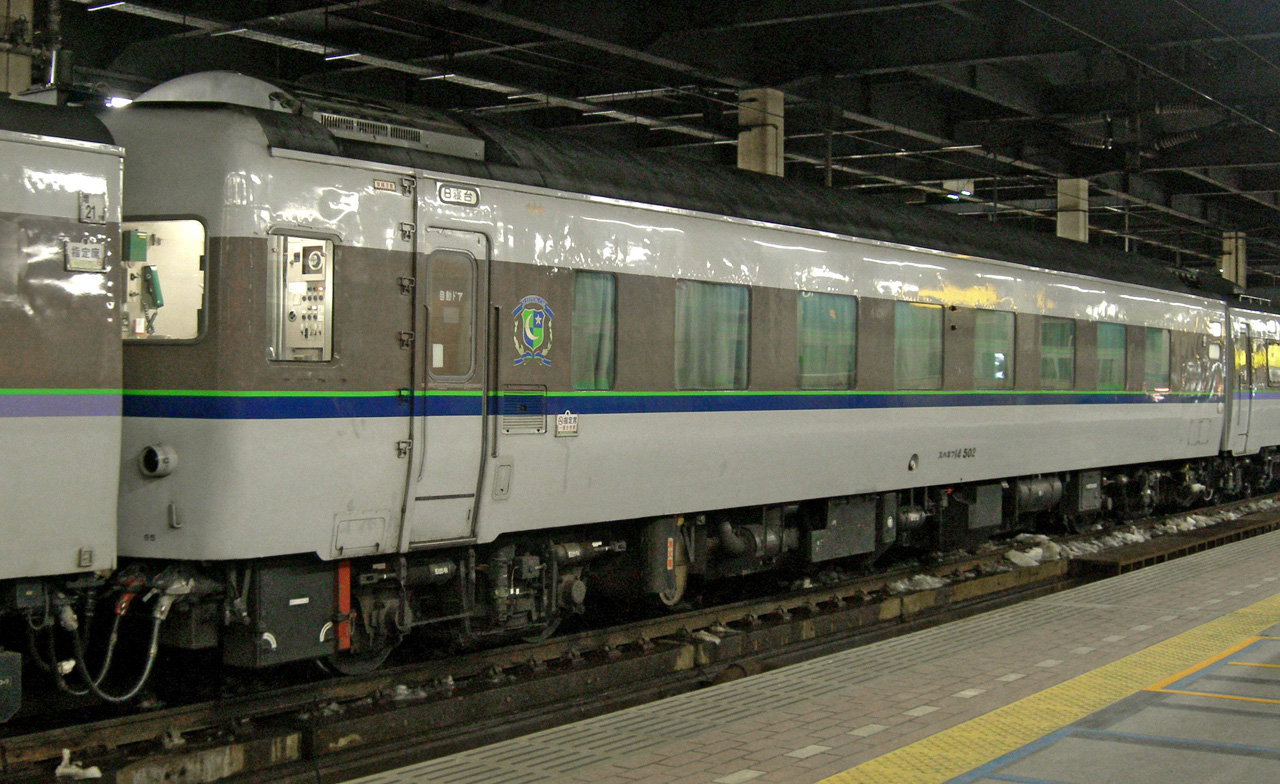
「オホーツク」に連結されていた14系寝台車（2008年）
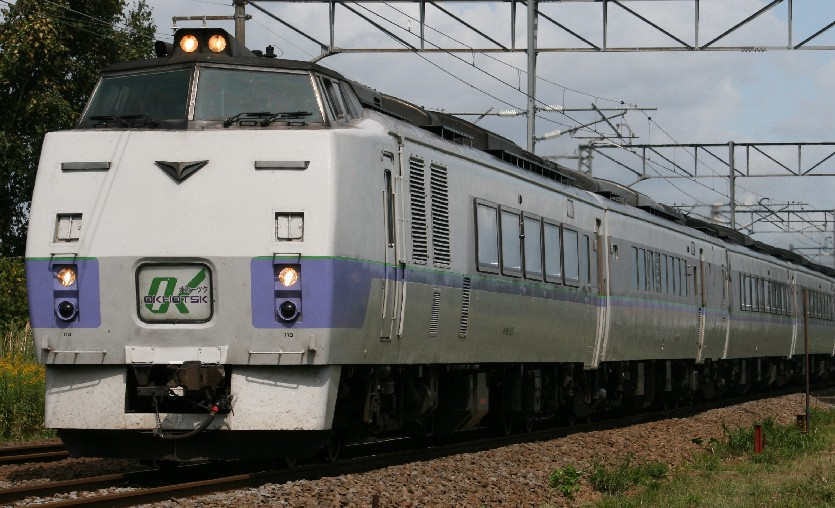
3号車にキロ182-9が充当され、2号車と3号車の間に増結3号車（普通車）が連結された編成 （函館本線美唄 - 光珠内間）
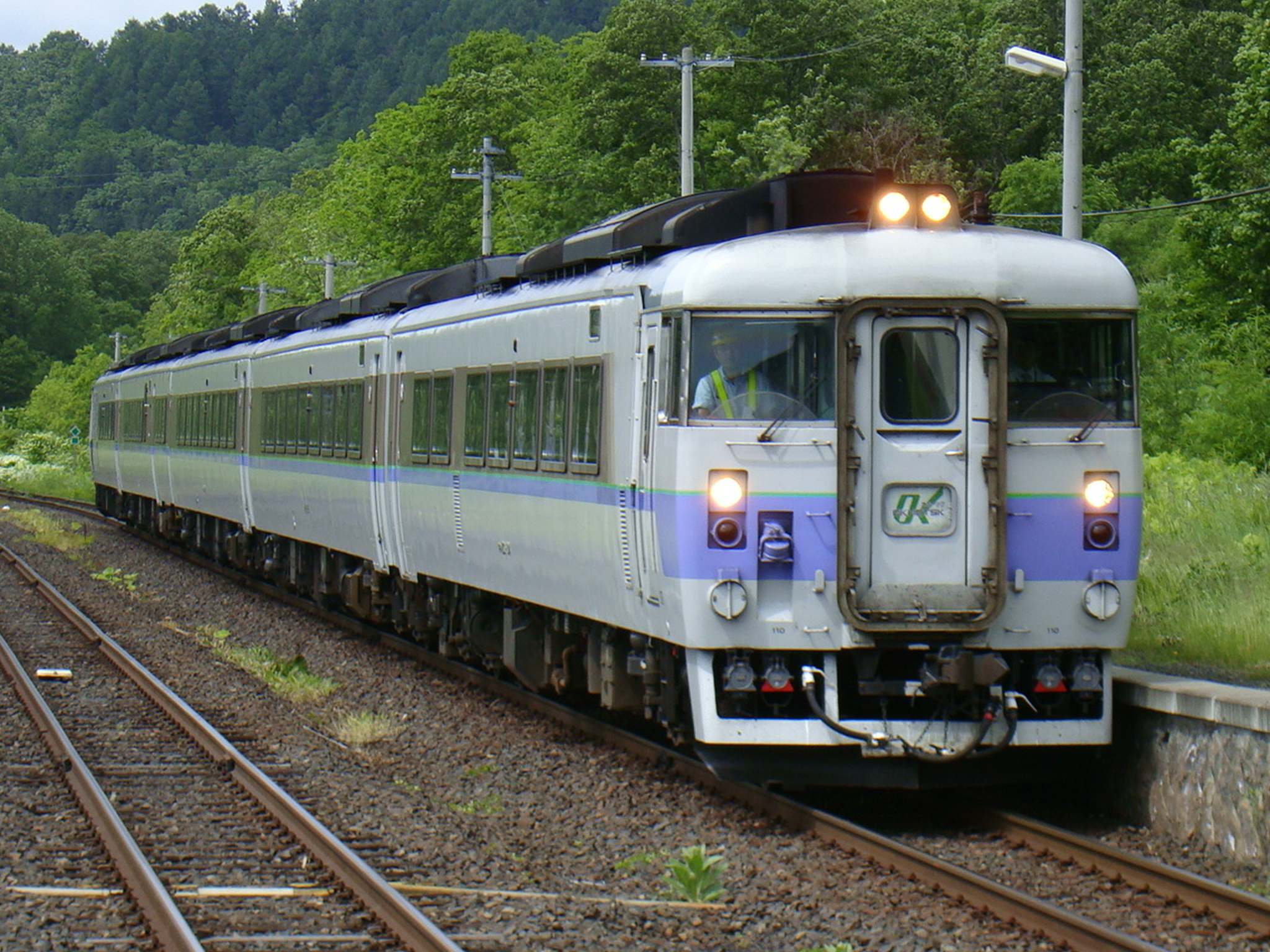
先頭車がキハ183系100番台の「オホーツク」（2009年）
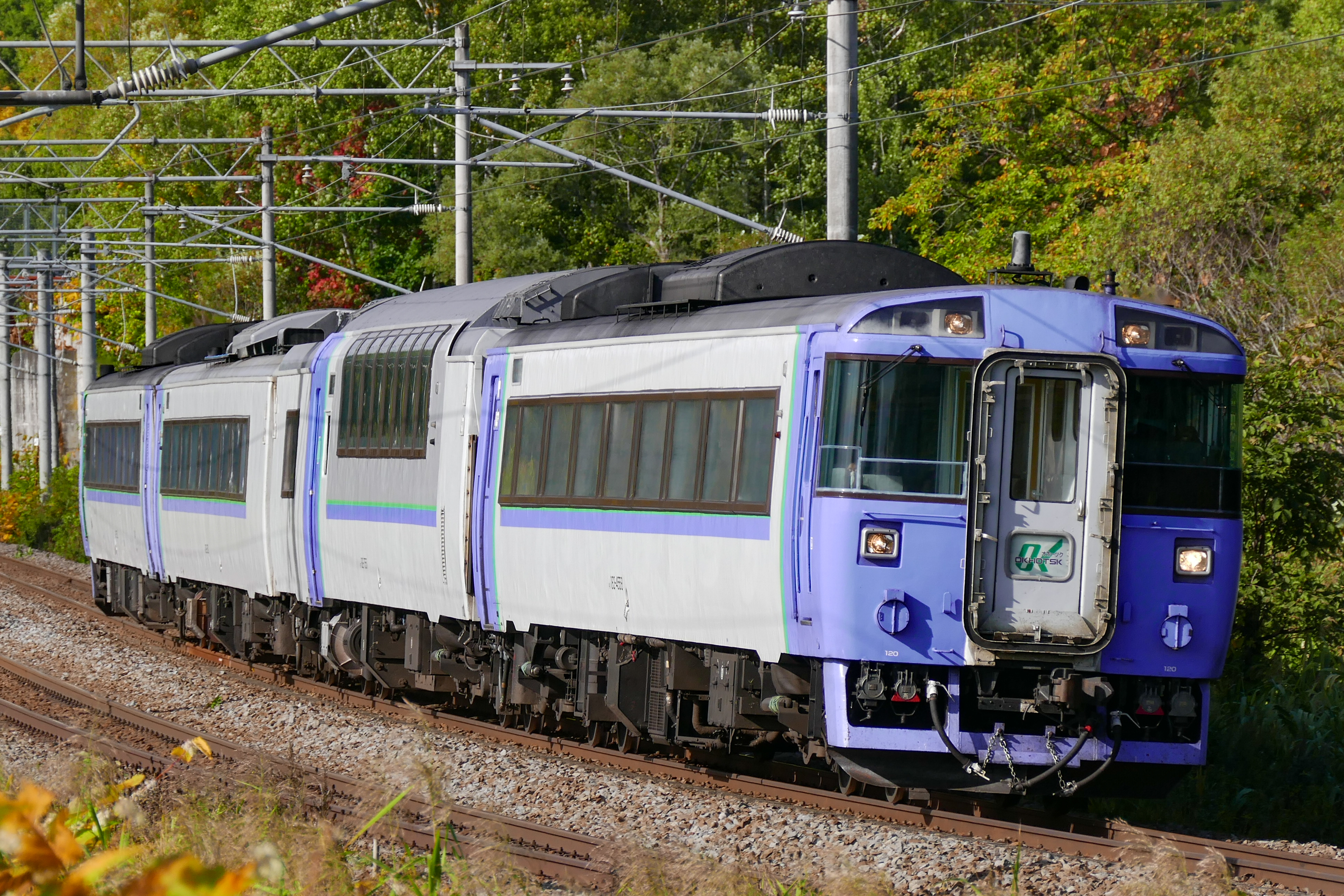
後期型のキハ183系による特急「オホーツク」（2022年9月）

### その他
運行中に車両不具合などが発生し車両を修理する際、折り返し列車や翌日の列車に同型の車両が用意できない場合、列車を運休し、同区間・同停車駅で臨時列車（普通列車）を運転することがある。車両は同線の普通列車用の車両であるキハ40系やキハ54系が使用される。

## 臨時列車

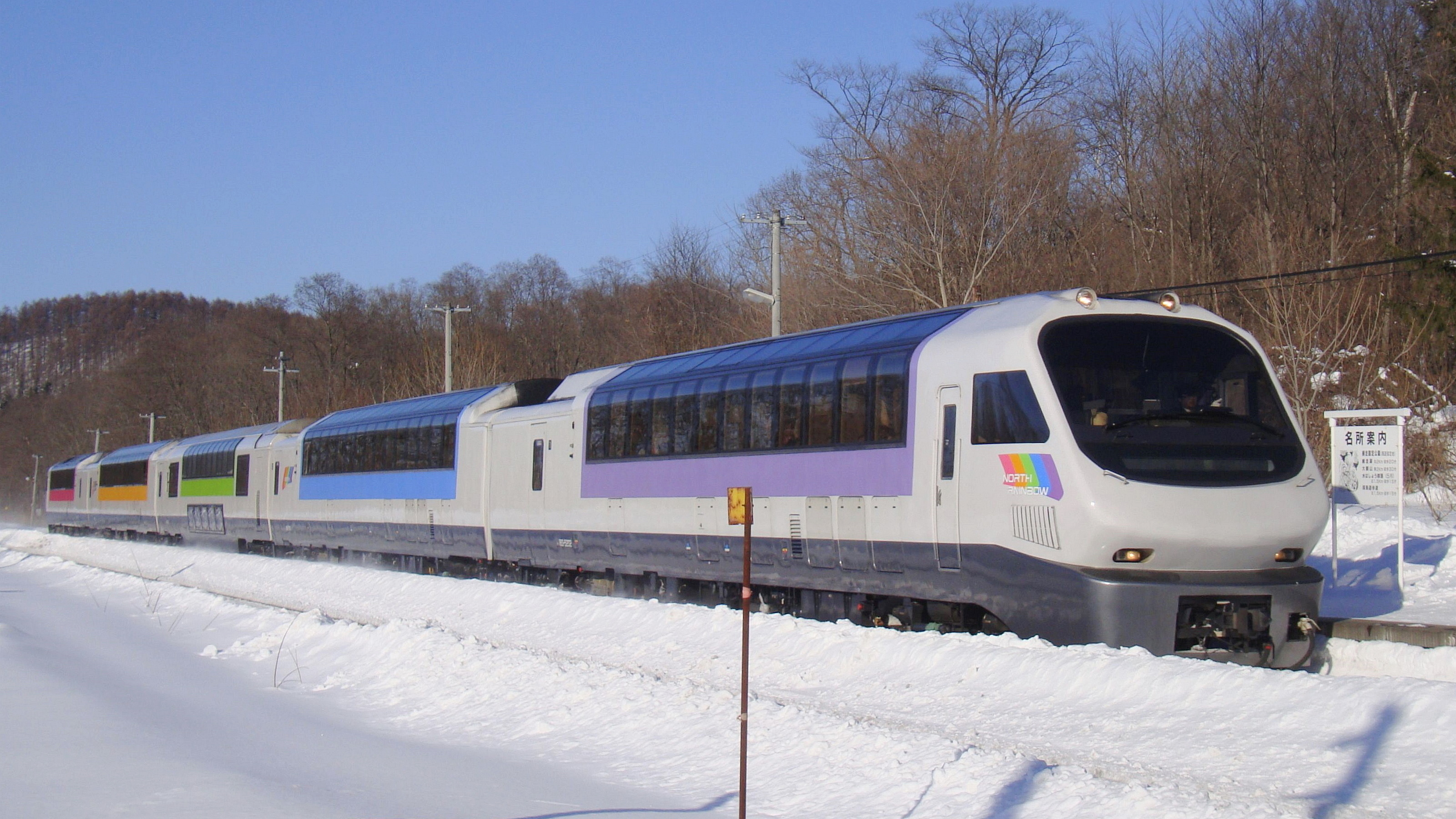
「流氷特急オホーツクの風」に使用されていた「ノースレインボーエクスプレス」（2012年2月）

冬季の流氷観光シーズンには、2015年までリゾート車両による臨時特急「オホーツク流氷」、「流氷特急オホーツクの風」などが札幌駅 - 網走駅間で1往復運行されていた。車両は苗穂運転所に所属するキハ183系5200番台「ノースレインボーエクスプレス」が使用され、同編成が検査に入った場合にはオホーツク用の183系気動車が充当された。停車駅は「オホーツク」と同じ。

## 石北本線優等列車沿革

### 概略

#### あばしり
1964年（昭和39年）10月のダイヤ改正で旭川駅 - 網走駅間の準急列車として登場。1966年（昭和41年）3月に急行列車に格上げされ、1968年（昭和43年）10月に「大雪」に統合される形で列車名は消滅した。1990年（平成2年）9月に登場した遠軽駅 - 網走駅間の快速列車として列車名が復活するも、1995年（平成7年）3月に列車は廃止された。列車名は目的地である旧網走支庁や網走市が由来となっている。

#### おおとり
1964年（昭和39年）10月に函館駅 - 網走駅・釧路駅間（滝川駅で分割併合）の特急列車として登場。1970年（昭和45年）10月からは釧路駅発着編成を特急「おおぞら」に分離し、函館駅 - 網走駅間単独の運行となる。1988年（昭和63年）3月のダイヤ改正で札幌駅 - 網走駅間が「オホーツク」、函館駅 - 札幌駅間が「北斗」に分割されて列車名は消滅した。登場から廃止まで1日1往復体制を維持し続けた。「オホーツク」とともに在来線昼行列車では、最後まで食堂車を営業していた列車として鉄道史にその名を残している。列車名の由来は、いわゆる鳳凰など架空の大きい鳥類を意味する言葉であり、列車愛称の制定時に存在した「特別急行列車は鳥類にちなむ」という国鉄の規定による。なお、「おおぞら」に続く北海道内第二の特別急行列車であり、「雄大さ」という点は共通するものの、当初は東京駅 - 名古屋駅間特別急行列車の列車名に用いられていた。そのため、列車名としては2代目である。なお、東京駅 - 名古屋駅間の特急「おおとり」は1964年（昭和39年）10月の東海道新幹線開業を受けて廃止されているため、「おおとり」の列車名は一夜にして東海道から北海道へ引き継がれたことになる。

#### 石北
1958年（昭和33年）10月、函館駅 - 網走駅間（小樽駅経由、函館駅 - 札幌駅間および北見駅 - 網走駅間は普通列車）の夜行準急列車に命名された。前身となる夜行準急列車（503・504列車）は1949年（昭和24年）9月から運行されていたものである。「大雪」およびその前身となる急行列車は石北本線内では普通列車として運行されていたため、503・504列車が石北本線初の優等列車である。1961年（昭和36年）10月に運行区間が札幌駅 - 網走駅間に変更される。1966年（昭和41年）3月に急行への格上げとともに函館駅乗り入れが復活（小樽駅経由、函館駅 - 札幌駅間は普通列車）。1968年（昭和43年）10月に「大雪」に統合されて列車名は消滅したが、「石北」に始まる石北本線系統夜行列車は急行「大雪」、特急「オホーツク」へと引き継がれ、2006年（平成18年）3月まで存続した。列車名は経由路線である石北本線にちなんだもので、沿線地域の旧国名「石狩国」と「北見国」が由来となっている。

#### 天都
1962年（昭和37年）5月に興部駅 - 網走駅間の準急列車（名寄本線・石北本線経由）として登場。1966年（昭和41年）3月に急行への格上げと同時に網走行き列車が名寄駅発に延長（名寄駅 - 興部駅間は普通列車）。1980年（昭和55年）10月に廃止。列車名は網走市内にそびえる天都山が由来となっている。

#### はまなす
函館駅 - 網走駅間（小樽駅経由、北見駅 - 網走駅間は普通列車）の夜行準急列車（509・510列車）に命名されたのが始まりである。1961年（昭和36年）10月に札幌駅 - 網走駅間1往復、旭川駅 - 網走駅間1往復の急行列車に変更される。1962年（昭和37年）5月に旭川駅発着列車が札幌駅発着となり、札幌駅 - 網走駅間2往復体制となる。1963年（昭和38年）6月に小樽駅 - 網走駅間1往復となり、1968年（昭和43年）10月には「大雪」に統合されて列車名は消滅した。列車名は本州中部以北の海岸に自生するバラ科の落葉低木「ハマナス」が由来となっている。なお、この名称はのちに青森駅 - 札幌駅間を結ぶ夜行急行列車の愛称として使用された。こちらの列車についてははまなす (列車)を参照のこと。

#### ホリデーきたみ
かつて、土曜・休日に旭川駅 - 北見駅間を1日1往復運転していた臨時快速列車。季節臨時特急「オホーツク81・82号」（札幌駅 - 網走駅）のダイヤを流用し、運転がない日の土休日に運転した。
キハ150形気動車によって運転されていた。1994年（平成6年）時点での停車駅は以下の通り。

#### 停車駅
旭川駅 - 上川駅 - 遠軽駅 - 生田原駅 - 留辺蘂駅 - 北見駅

### 沿革

#### 準急・急行「オホーツク」として
- 1949年（昭和24年）9月：函館駅 - 旭川駅間の夜行急行列車である1・2列車の運行区間を石北本線網走駅まで延長。旭川駅以東は普通列車とした[13]。また、函館駅 - 網走駅間に夜行準急列車 503・504列車が運行開始。この503・504列車は当初夜行区間となる札幌駅 - 北見駅のみが準急列車として運行された（石北本線初の優等列車）。
- 1951年（昭和26年）4月1日：1・2列車に「大雪」（たいせつ）の列車愛称が与えられる[14]。
- 1955年（昭和30年）6月：函館駅 - 網走駅間（小樽駅経由、北見駅 - 網走駅間は普通列車）を運行する夜行準急列車が運行開始（509・510列車）。これに伴い、「大雪」は旭川駅 - 網走駅間を分離し、函館駅 - 旭川駅間の運行になる。
- 1956年（昭和31年）11月：「大雪」の運行区間を再び函館駅 - 網走駅間に変更。ただし、石北本線内は普通列車として運行。
- 1958年（昭和33年）10月：503・504列車に「石北（せきほく）」、509・510列車に「はまなす」の列車名を与える。
- 1959年（昭和34年）9月22日：旭川駅 - 網走駅間で準急「オホーツク」が運行開始[15]。「大雪」の旭川駅以東乗り入れを廃止。
- 1960年（昭和35年）7月1日：「オホーツク」が札幌駅発着になる。なお、札幌駅 - 旭川駅間は稚内駅発着の「宗谷」と併結していた[15]。
- 1961年（昭和36年）10月：ダイヤ改正により以下のように変更。
  - 「オホーツク」が函館駅発着の急行列車に変更。根室本線に直通する釧路駅発着の「摩周」と、宗谷本線に直通する稚内駅発着の「宗谷」も連結し、3階建て列車になる[15]。
  - 「はまなす」を札幌駅 - 網走駅間1往復、旭川駅 - 網走駅間1往復の急行列車に変更。なお、札幌駅 - 滝川駅間は根室本線経由で釧路行きの「狩勝」、札幌駅 - 旭川駅間は天北線経由で稚内行きの「天北」と併結運行していた。
  - 「石北」の始発駅を函館駅から札幌駅に変更。下りは札幌駅で分割され、函館駅 - 札幌駅間は独立した普通列車（123レ）となった[9]。上りの札幌駅 - 函館駅間は「石北」から普通列車（124レ）に変更されて函館駅に直通する[9]。
- 1962年（昭和37年）5月：「はまなす」の旭川駅発着列車を札幌駅発着に延長。2往復とも札幌駅発着の単独運行になる。
- 1963年（昭和38年）6月：「はまなす」の1往復を小樽駅発着とし、札幌駅発着の1往復を「大雪」（たいせつ）に変更。
- 1964年（昭和39年）10月1日：ダイヤ改正に伴い、以下のように変更される。
  - 函館駅 - 網走駅間で特急「おおとり」が運行開始。キハ82系（キハ80系）5両（「おおぞら」の網走駅発着編成）による運転であった[16][9][17][注 9]。全車指定席。最高速度100 km/hで函館駅 - 網走駅間を10時間35分で結んだ。途中停車駅は洞爺駅、東室蘭駅、登別駅、苫小牧、札幌駅、岩見沢駅、滝川駅、富良野駅、帯広駅、池田駅（以上釧路編成）、および旭川駅、上川駅、遠軽駅、北見駅（以上網走編成）であった。
  - 急行「オホーツク」は札幌駅発着となり[15]、札幌駅 - 深川駅間は「はぼろ」、札幌駅 - 旭川駅間は「紋別」を併結。
  - 旭川駅 - 網走駅間で準急「あばしり」が運行開始。
- 1965年（昭和40年）10月1日：「石北」の下り列車始発駅を函館駅に変更（函館駅 - 札幌駅間は普通列車）[9][注 10]。
- 1966年（昭和41年）3月：準急列車制度廃止に伴い、「あばしり」・「石北」が急行列車に変更。
- 1968年（昭和43年）10月1日：ダイヤ改正に伴い、石北本線経由の急行「大雪」・「石北」・「あばしり」・「はまなす」・「オホーツク」が「大雪」に統合。「オホーツク」は名寄本線経由（旭川駅 - 遠軽駅 - 興部駅 - 名寄駅間）の急行列車（興部駅 - 名寄駅間は普通列車）になる。
- 1970年（昭和45年）10月1日：ダイヤ改正により次のように変更。
  - 「おおとり」の釧路駅発着編成を「おおぞら」に分離し、函館駅 - 網走駅間の単独運転になる[16]。キハ82系6両編成で食堂車は連結されていない[17]。
  - 急行「オホーツク」の名寄本線内は普通列車となる。

#### 「オホーツク」の特急列車化
- 1972年（昭和47年）

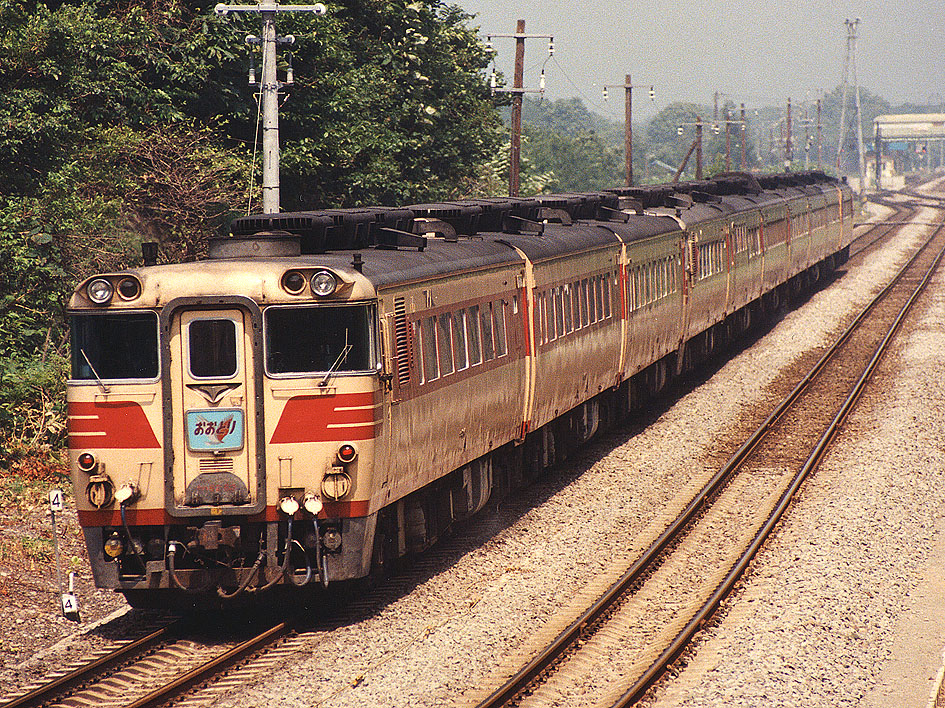
キハ80系特急「おおとり」（1986年）

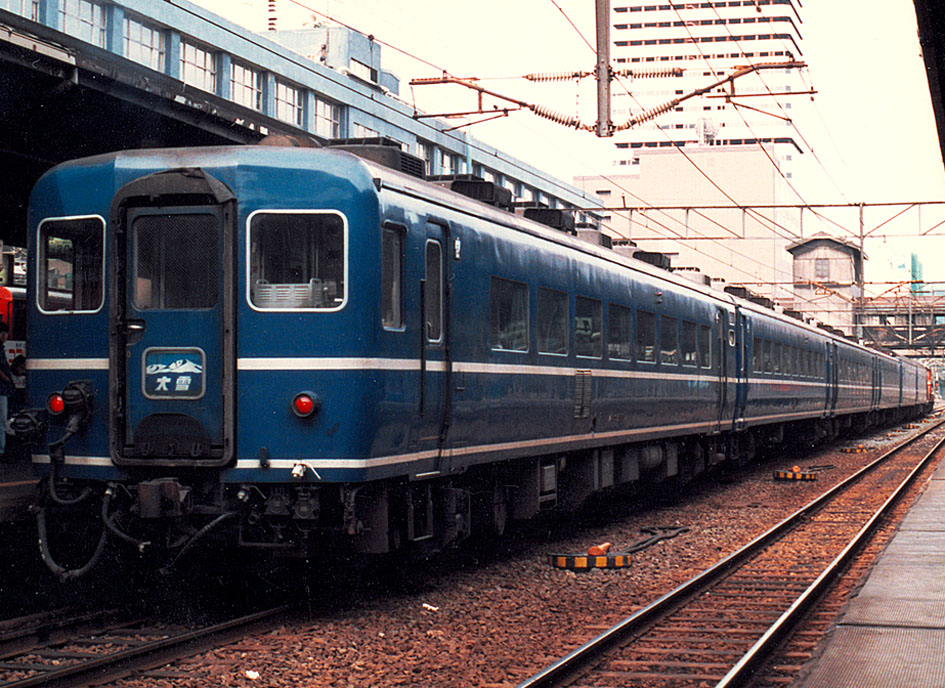
14系急行「大雪」（1986年）

  - 3月15日：「おおとり」（15D/16D）に食堂車を連結開始[18][17]。
  - 10月2日：「オホーツク」を札幌駅 - 網走駅間の特急列車へ変更（31D/32D）。北海道内では函館駅を発着しない初の特急列車となる[8][19][20]。食堂車を連結したキハ82系7両による運転であった[新聞 3]。ヘッドマークはこの「オホーツク」のみ赤字で描かれた。旧「オホーツク」は「大雪」に編入し、名寄駅 - 遠軽駅間を普通列車として運行。なお、函館駅 - 旭川駅間を小樽経由で運転する「北海」が、多客期において網走駅までの延長運転も設定された[19]。
- 1978年（昭和53年）10月2日：「おおとり」のほか、「おおぞら」や「北斗」に自由席を設定する[18]。
- 1980年（昭和55年）10月1日：旭川発釧路行きと網走発旭川行きの「大雪」1往復が廃止。網走駅 -　釧路駅間は「しれとこ」に編入。
- 1981年（昭和56年）10月1日：札幌駅 - 釧路駅間（釧網本線経由）の「大雪」1往復が廃止され、「オホーツク」に格上げ[21]、「オホーツク」は2往復体制となる。網走駅 - 釧路駅間は「しれとこ」に変更。
- 1982年（昭和57年）
  - 10月6日：「オホーツク」2往復（1 - 4号）がキハ183系気動車（基本番台）に変更[22][21][15]。当時の最高速度はキハ82系と同様の100 km/hであった。
  - 11月15日：夜行「大雪」の使用客車を14系客車に変更。当初は座席車のみの置き換えで、寝台車はオロハネ10を含む10系客車のままだったが、1983年（昭和58年）7月20日から寝台車も14系客車となり、A寝台廃止。
- 1984年（昭和59年）：地上設備の改良工事が行なわれ、車両の改良と相まって「オホーツク」において、5分程度の所要時間短縮が図られた[23]。
- 1985年（昭和60年）3月14日：「大雪」の1往復が「オホーツク」に格上げ[22][21]。「オホーツク」は3往復体制となる。昇格分の「オホーツク」5・2号は、「おおとり」の間合いの都合により、食堂車を連結したキハ82系で運転された。食堂車付きのこの編成は好評を博した[24]。「大雪」は名寄本線経由の1・2号、夜行の3・4号の2往復となる。

- 1986年（昭和61年）
  - 9月14日：夜行列車「大雪」の3段寝台が2段化される[新聞 4]。
  - 10月31日：翌日のダイヤ改正を控え、「オホーツク5号」が車両運用の都合により、一足早くキハ183系で運転される[25]。
  - 11月1日：国鉄最後のダイヤ改正に伴い、以下のように変更。
    - 夜行列車を除く「大雪」が「オホーツク」に格上げされ、「大雪」は夜行列車のみになる[26]。
    - 「おおとり」がキハ183系7両編成に変更。同時に「おおとり」「オホーツク」の食堂車連結が終了[27][8]。
    - 使用車両に新キハ183系（N183系）が初めて投入された。
    - 札幌駅 - 旭川駅間が従来の100 km/hから120 km/hに引き上げられた[28][注 11]。「おおとり」は函館駅 - 網走駅間において、所要時間は9時間21分（上り）で、車両性能の向上に伴ない[24][注 12]、前年と比較して58分もの大幅な短縮が図られた。
- 1987年（昭和62年）4月1日：国鉄分割民営化により各列車をJR北海道に引き継ぎ。
- 特別快速「きたみ」当初はヘッドマーク付で、3両での運転も行われた（1988年6月）1988年（昭和63年）

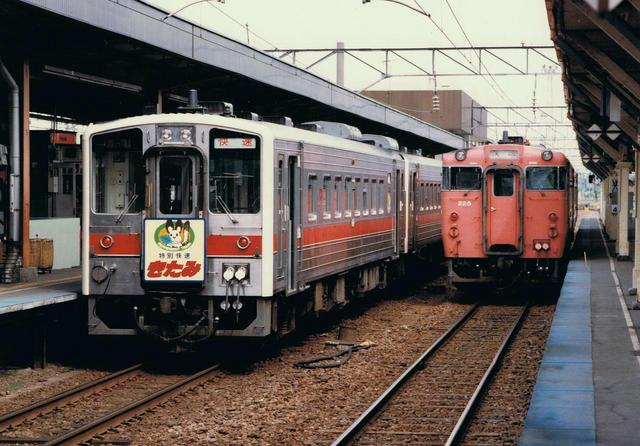
特別快速「きたみ」当初はヘッドマーク付で、3両での運転も行われた（1988年6月）

  - 3月13日：青函トンネル開通に伴う大幅なダイヤ改正に伴い次のように変更。
    - 「おおとり」を札幌駅を境に系統分割され、函館駅 - 札幌駅間を「北斗」として分離、「オホーツク」が4往復体制となる。
    - 臨時列車[注 13]として特別快速「きたみ」を設定（3月19日から同年4月4日までの期間）[3]。乗客数によっては1988年（昭和63年）夏以降に定期列車化も検討するとしていた[30]。
      - もともと同区間に運行されていた臨時急行「大雪82・83号」を、前年11月2日より北見バス（北海道北見バスの前身）と道北バスが同区間で運転を開始した都市間バス「特急石北号」への対抗上、特別料金不要としたもの。

  - 4月22日：臨時特別快速「きたみ」のゴールデンウィーク期間の運行開始予定を1週間前倒し、旭川発は同日より、北見発は4月23日より再運行。臨時列車としての扱いながら毎日運転となる。
    - 特別快速化後最初の運行期間の乗車人員が130人の定員に対し、平均約100人と好調であった。そのため予定より早く、同年4月22日から毎日運転となっている[30]。
    - 当初はキハ54形のうち、502 - 504を専用車として2両編成で使用した[30]。「ペパーミントシティ北見」のマスコット「ミントくん」（ハッカの葉を咥えたエゾリス）をデザインしたヘッドマークも掲げられていた。

  - 8月15日：北見駅での臨時特別快速「きたみ」の乗降客が1万人を突破[31]。
  - 11月3日：同日のダイヤ改正で次のように変更。
    - 石北本線新旭川駅 - 上川駅間の、東旭川駅・桜岡駅・当麻駅・伊香牛駅・安足間駅で地上設備の改良工事がこの日までに行なわれた[注 14]。これにより駅構内の通過速度が向上し、「オホーツク」の旭川駅 - 網走駅間にて最大7分の所要時間短縮が図られた[32]。また、札幌駅 - 旭川駅間の軌道改良も同時に実施され、優等列車の速度向上が図られた。
    - 特別快速「きたみ」定期列車に変更[4]。企画乗車券「特別快速きたみクーポン」を発売開始[33][注 15]。
- 1989年（平成元年）6月10日 - 10月10日[34]・1990年（平成2年）：札幌駅 - 北見駅間でキハ59系の臨時特急「ペパーミントエクスプレス」運行[34]。
- 1990年（平成2年）9月1日：遠軽駅 - 網走駅間で快速「あばしり」が運行開始。
- 1992年（平成4年）
  - 3月14日：夜行急行列車「大雪」を「オホーツク」9・10号に編入[2]、「大雪」が廃止される。この夜行の「オホーツク」は昼行の「オホーツク」4両編成にB寝台車（スハネフ14形）が中央に組み込まれた5両編成で[35]、全国初の特急型気動車に客車寝台車を混結した列車であった[35][注 16]。需要があるからではなく動力を確保するためではあるが、夜行の「おおぞら」とは異なりグリーン車も連結していた[8]。最高速度は客車寝台車組み込みの183系の場合、速度の遅い客車寝台車に合わせた95 km/hとなるが、石北本線内では75 km/hに引き下げられる[29]。
  - 9月28日：キハ82系を使用したさよなら団体列車「さよならキハ80『6変化の旅』」を運転、美幌駅から旭川駅では「オホーツク」、アンカーである旭川駅 - 札幌駅間では「おおとり」のヘッドマークを揚げて最後の力走を見せた[21][24]。
- 1995年（平成7年）3月16日：同日のダイヤ改正で次のように変更。
  - 快速「あばしり」廃止。
  - 特別快速「きたみ」は運行時間の近接する遠軽駅 - 北見駅間の普通列車を吸収する形で、同駅間の生野駅を除く各駅に停車開始（当時は西留辺蘂駅は未開業）。所要時間を約20分延長。
- 1996年（平成8年）5月18日 - 8月9日：函館本線納内駅 - 伊納駅間の神居トンネル内の軌道修繕工事のため、同日発車の下り夜行「オホーツク9号」の滝川駅 - 旭川駅間を根室本線及び富良野線に迂回運行、網走駅到着が大幅繰り下げとなった。通過する深川駅の利用者は列車代行バスで輸送[36][37]。なお上り夜行「オホーツク10号」は迂回運行せず、旭川駅前後の時刻繰り下げて対応したため、札幌駅到着は所定時刻であった[36]。
- 1998年（平成10年）：臨時列車「オホーツク流氷号」・「オホーツク夏休み号」が運行開始。
  - 冬季はノースレインボー車両、夏季はサロン付き車両を連結した編成を使用し、2004年まで運行された。

#### 2000年代の動き
- 2000年（平成12年）4月1日：西留辺蘂駅が開業。この区間各駅停車であった「きたみ」は上下とも通過。
- 2001年（平成13年）
  - 7月1日 ：「きたみ」が通過していた天幕駅・中越駅・奥白滝駅が旅客扱い終了。
  - 8月31日 - 9月2日：札幌発函館行きで特急「おおとり」（キハ183系JR北海道色）の復活運行が行われる。
- 2002年（平成14年）12月1日：「オホーツク」の全列車が生田原駅・女満別駅に停車するようになる。また、1往復（2・7号）が美唄駅・砂川駅に停車するようになる[JR北 12]。
- 2004年（平成16年）
  - 3月13日：特別快速「きたみ」を全面禁煙化[38]。道内の普通・快速列車では最後の禁煙化であった[JR北 13]。
  - 5月：旭山動物園へのアクセスとして、ゴールデンウィーク期間に限り東旭川駅に臨時停車[39]。2006年（平成18年）・2007年（平成19年）も実施。[要出典]
- 2005年（平成17年）2月5日：冬季の臨時列車の名称を、流氷特急「オホーツクの風」に変更[JR北 14]。
- 2006年（平成18年）
  - 3月18日：ダイヤ改正により次のように変更[JR北 5][JR北 6]。
    - 夜行「オホーツク」（9・10号）の通年定期運行を終了し臨時化（81・82号）。
    - このうち札幌駅 - 旭川駅間は代替として特急「ライラック」「スーパーホワイトアロー」（当時）を設定。
    - 臨時化後はそれまで停車した江別駅・美唄駅・砂川駅が通過となり、当麻駅は定期優等列車通過駅となった。
    - 「オホーツク」を全車禁煙化。
    - 「きたみ」が当麻駅への停車を開始（停車していた夜行「オホーツク」廃止のバーター）。通過していた新栄野駅が旅客扱い終了。

  - 12月2日：旭川発函館行きで特急「おおとり」（キハ183系国鉄色4両）の復活運行が行われる[JR北 15]。岩見沢駅 - 苫小牧駅間は「おおとり」本来の経路ではない室蘭本線（追分駅）経由で運転された。「おおとり」のヘッドマークは旭川駅 - 伊達紋別駅間で掲出された[JR北 15]。
- 2008年（平成20年）3月17日：同日のダイヤ改正により、臨時夜行列車「オホーツク81・82号」の設定を終了。下り81号は3月15日発、上り82号は3月16日発が最後の運転であった[JR北 16]。
- キハ54形時代のきたみ（2009年7月 奥白滝信号場）2009年（平成21年）

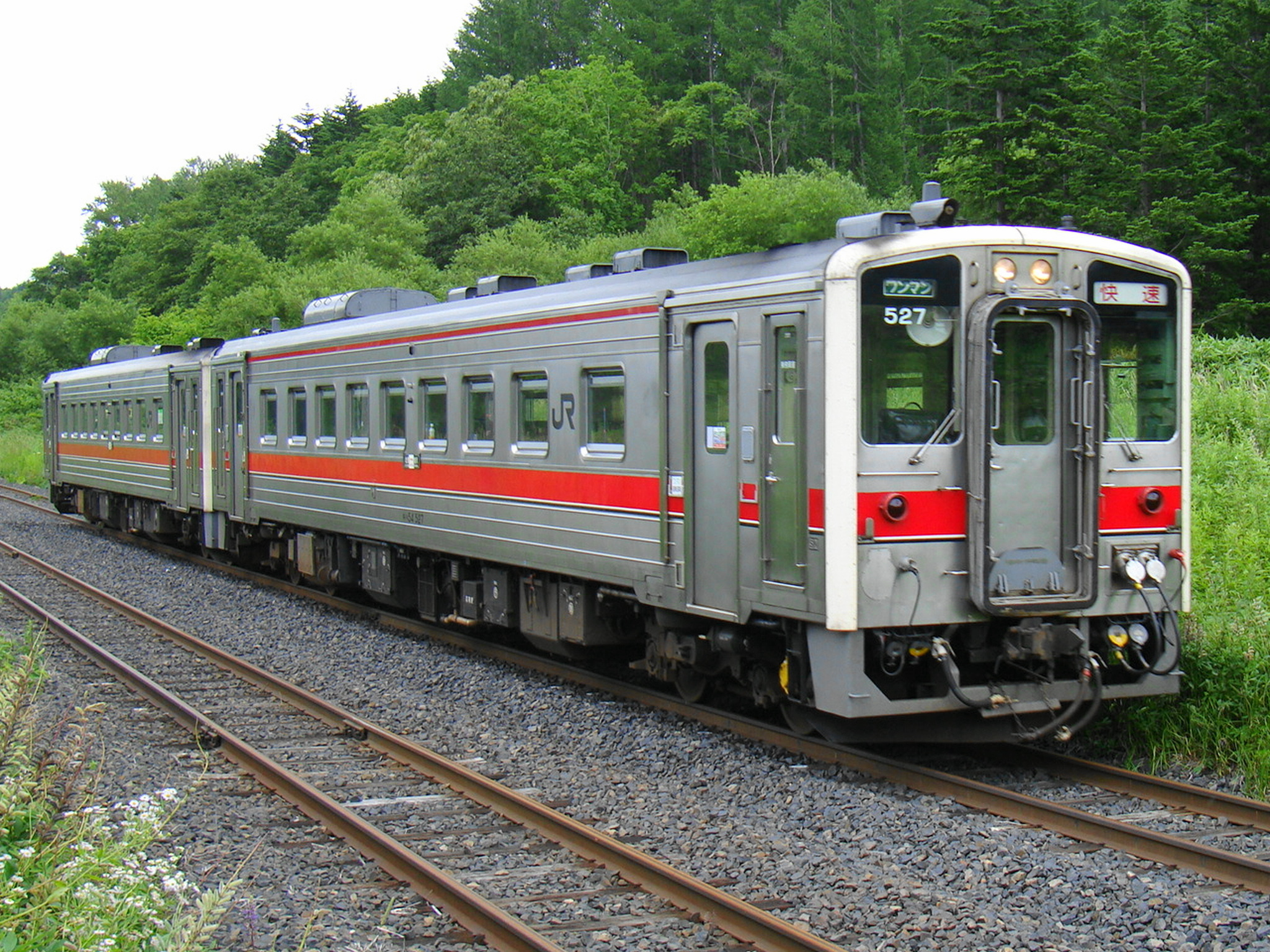
キハ54形時代のきたみ（2009年7月 奥白滝信号場）

  - 3月21日：函館発網走行きで団体臨時特急「おおとり」（キハ183系国鉄色4両）の復活運行が行われる[40]。
  - 10月11日：網走発札幌行きで団体臨時特急「おおとり」（キハ183系国鉄色4両）の復活運行が行われる[JR北 17]。
  - 9月12日・13日：「オホーツク」の誕生50周年を記念する臨時列車が運行。この列車には函館運輸所所属の国鉄旧塗装のキハ183系（4両編成）が用いられた。

#### 2010年代の動き
- 2015年（平成27年）
  - 4月1日：特急「オホーツク」の車内販売を廃止[JR北 18]。
  - 8月1日：大雨で下白滝駅（現・下白滝信号場） - 丸瀬布駅間に土砂が流入した影響で、上川駅 - 遠軽駅間が不通となる[JR北 19][新聞 5]。特急「オホーツク」は全列車運休となり、札幌駅 - 旭川駅間に臨時列車を運行。8月4日から旭川駅 - 網走駅間はバスによる代替輸送を実施[JR北 20]。
  - 8月8日：上り6号、下り5号から運行再開[JR北 21][新聞 6]。
- 2016年（平成28年）
  - 3月26日：ダイヤ改正に伴い次のように変更。
    - 「オホーツク」の列車番号を10D+号数から70D+号数に変更[5][注 17]。
    - 「きたみ」は同日付での金華駅旅客扱い終了に伴い、停車を終了。通過していた上白滝駅・旧白滝駅・下白滝駅が旅客扱い終了[JR北 22][JR北 23]。

  - 11月8日：遠軽駅構内で、札幌発網走行きの特急「オホーツク7号」が進行方向を変える際、運転席にある運転方向を示す表示灯が点灯しないトラブルが発生。列車は同駅で運転を打ち切り、乗客は臨時列車に乗り換えて網走駅まで向かった。翌9日は折り返しの特急「オホーツク4号」を運休し、代替として網走発旭川行きの臨時列車を運転した[新聞 7]。
- 2017年（平成29年）
  - 3月4日：ダイヤ改正により以下の運用に変更[JR北 1]。
    - 札幌駅 - 網走駅間の特急「オホーツク」4往復を次のように変更。
      - 日中運転の2往復（旧：下り3・5号、上り4・6号）の運転区間を旭川駅 - 網走駅間に短縮し[新聞 8][新聞 9]、愛称を「大雪」（1 - 4号、列車番号81D - 84D）に変更[新聞 10]。全列車札幌駅 - 旭川駅間の特急「ライラック」と同一ホームで接続[新聞 9]。
      - 残存する「オホーツク」の号数と列車番号を整理（1 - 4号、列車番号71D - 74D）
      - 「オホーツク2号」は砂川駅・美唄駅を再び通過とする。

    - 札幌駅 - 網走駅間の特急列車を旭川駅で途中下車せずに乗り継ぐ場合に限り、通しの料金で乗車できる乗り継ぎ料金制度を設ける。

  - 4月1日：同年9月30日までの予定で毎週金・土・日曜日の夜間に「きたみ」と同一の区間を走行する下り臨時快速 8585D（愛称なし）の運行を開始[JR北 24]。運転期間はその後随時延長[JR北 25][JR北 26][JR北 27][JR北 28]。
    - 利用促進目的での増発であった[41]。上川以東の下り最終列車となる、特急「オホーツク3号」（札幌発17：30）の1時間後（18：30）に札幌駅を発車する特急「ライラック35号」から旭川駅で接続するダイヤとしており、丸瀬布駅 - 北見駅間の各停車駅からの札幌方面滞在時間を拡大した。
    - 停車駅：旭川駅 → 当麻駅 → 上川駅 → 丸瀬布駅 → 遠軽駅 → 留辺蘂駅 → 東相内駅 → 西北見駅 → 北見駅
- 2017年（平成29年）12月16日 - 2018年（平成30年）2月4日：特急「オホーツク1号」の遠軽駅 - 網走駅間、特急「大雪4号」の遠軽駅 - 美幌駅間にて、年末年始を除く土曜・日曜・祝日限定で、沿線自治体などによる特産品販売を実施[JR北 29]。
- 2018年（平成30年）
  - 2月24日 - 3月25日：特急「大雪1・2号」の上川駅 - 遠軽駅間にて、土曜・日曜・祝日限定で、沿線自治体などによる特産品販売を実施[JR北 30]。
  - 3月17日：同日のダイヤ改正に伴い、特急「オホーツク」・「大雪」に使用するキハ183系0番台（キハ183形200番台・キハ182形0番台）を順次廃車[JR北 31]。キロハ182形は引き続き運用に入る[JR北 32]。
  - 7月1日：キロハ182形の運用終了に伴い、特急「オホーツク」・「大雪」の編成を変更[注 18][JR北 33]。これにより使用車両がキハ183系の後期型車両（N・NN183系）に統一される[42]。合わせて従来「カムイ」に合わせて旭川駅基準で遠軽方に配置していた自由席を、「ライラック」や「宗谷」と同様、旭川駅基準で札幌方に変更[JR北 33]。
  - 7月1日 - 12月23日：土曜・日曜・祝日限定で、沿線自治体などによる特産品販売を実施。日によって、販売を実施する列車や区間が異なる[JR北 34]月[JR北 35]。
- 2019年（平成31年・令和元年）
  - 1月5日 - 3月10日：土曜・日曜・祝日限定で、沿線自治体などによる特産品販売を実施。日によって、販売を実施する列車や区間が異なる[JR北 36]。
  - 3月：臨時快速 8585Dは同月分の運転より土曜日の運転を終了[JR北 28]。
  - 3月16日：ダイヤ改正に伴い以下のとおり変更[JR北 7][43]。
    - 下り「きたみ」の旭川駅発時刻を15時台（15:37）から14時台（14:40）に変更。もともと14時台に設定されていた普通列車当麻行きを吸収し、旭川駅 - 当麻駅間は北日ノ出駅を除く各駅に停車[注 19]。

  - 7月6日 - 12月29日：土曜・日曜・祝日限定で、沿線自治体などによる特産品販売を実施。日によって、販売を実施する列車や区間が異なる[JR北 37][JR北 38]。

#### 2020年代の動き
- 2020年（令和2年）
  - 1月1日 - 2月29日：土曜・日曜・祝日限定で、沿線自治体などによる特産品販売を実施。日によって、販売を実施する列車や区間が異なる[JR北 39]。
  - 2月28日：この日の運転を以て臨時快速 8585Dの運転を終了[44][JR北 40]。
  - 3月：特別快速「きたみ」でキハ150形気動車の運用を開始[12]。
  - 5月20日：JR北海道が、新型コロナウイルス感染症（以下、COVID-19と表記）の影響により、同年6月14日より当面の間、以下の措置を実施することを発表[JR北 41]。
    - 「大雪」全便運休。
    - 「大雪」運休の代替として「オホーツク1号」が丸瀬布駅、「オホーツク4号」が白滝駅に臨時停車。

  - 6月10日：JR北海道が、同年5月25日の国の「緊急事態宣言」解除以降、ビジネス利用を中心に利用が回復傾向であること、「3密状態」を回避することを理由に、以下の措置を実施することを発表[JR北 42]。
    - 「大雪」全便運休は、発表通り、6月14日より実施。
    - 同年7月1日以降は、「大雪」全便が運転再開。

  - 7月23日 - 11月15日：土曜・日曜・祝日限定で、沿線自治体などによる特産品販売を実施。日によって、販売を実施する列車や区間が異なる[JR北 43][JR北 44]。
    - 同年11月21日 - 12月27日にも土曜・日曜・祝日限定で実施予定であったが、COVID-19の拡大が続いていることを理由に、休止された[JR北 45][JR北 46][JR北 47]。

  - 10月14日：JR北海道が、COVID-19の影響で、2021年春に、現行の「大雪」全便を臨時列車としての運行を検討していることを発表[JR北 48]。
  - 10月24日・10月25日：北海道鉄道140年記念として、キハ261形5000番台「はまなす」編成が「オホーツク1号」と「大雪4号」の運転に充当[JR北 9][JR北 49][JR北 50]。
- 2021年（令和3年）
  - 3月13日：ダイヤ改正により、以下の運用に変更[JR北 2][JR北 3][6][45]。
    - 「大雪」全便を定期列車から閑散期（4・5・10・11月）の火・水・木曜運休に変更。
      - これに伴い「大雪」の列車番号を80D+号数から6080D+号数に変更された。
      - この時点でJR北海道は利用客が回復してくれば、地元自治体と協議しながら運休を取りやめるか判断するとしていた[46]。

    - 「オホーツク1号」を丸瀬布駅、「オホーツク4号」を白滝駅に新規停車。
    - 「きたみ」は通過していた北日ノ出駅が廃止されたことで、下り列車の旭川駅 - 当麻駅間が完全に各駅停車となる。また、通過していた生野駅が廃止となり、上川駅 - 北見駅間の通過駅が瀬戸瀬駅・西留辺蘂駅のみとなった。

  - 5月15日・5月16日：北海道推進のキャッチコピー「HOKKAIDO LOVE!」を掲げて、キハ261系5000番台「ラベンダー」編成が「オホーツク1号」と「大雪4号」の運用に充当し、「HOKKAIDO LOVE! オホーツク1号」および「HOKKAIDO LOVE! 大雪4号」として運転[JR北 10][JR北 11]。
- 2022年（令和4年）
  - 「オホーツク」「大雪」で自由席車両となっている4号車のうち、運転席直後の17番A席・B席を指定席化[47][JR北 51]。
  - 7月13日：JR北海道がキハ183系での運転を2023年春をもって終了し、後継にキハ283系を使用することを発表[JR北 51]。
- キハ283系による特急「大雪」2023年（令和5年）

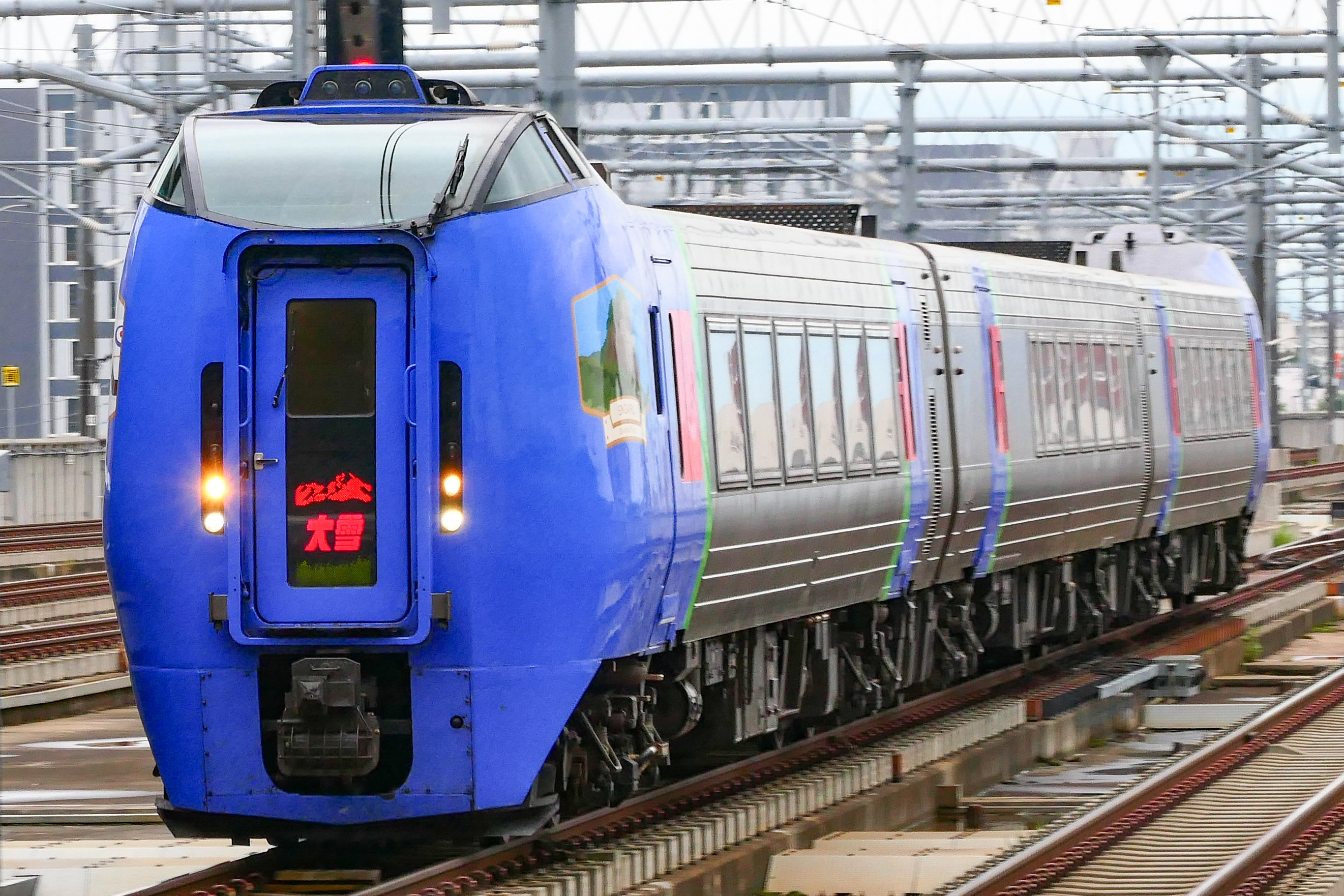
キハ283系による特急「大雪」

  - 3月18日：同日のダイヤ改正より次の通り変更[JR北 8]。
    - 「オホーツク」「大雪」全便をキハ283系に置き換え。
      - グリーン車の連結を取りやめ、基本編成を全車普通車の指定席2両、自由席1両の3両編成で運転。
      - 置き換えに伴い、札幌駅 - 網走駅間にて平均2分（最大5分）、旭川駅 - 網走駅間にて平均4分（最大7分）所要時間を短縮。

  - 4月9日：キハ183系のさよなら運転を実施、札幌駅 - 網走駅間を臨時列車「キハ183系オホーツク」として1往復（復路は翌日）運行された[JR北 52]。途中停車駅は旭川駅、遠軽駅、北見駅で、ヘッドマークは流氷が描かれた往時のデザインが使用された。キハ183系5両編成[注 20]で、グリーン車は前例のない3両連結となり、3月25日の「キハ183系北斗」から始まるキハ183系のラストランの大トリを締めくくった[JR北 52]。なお、「おおとり」は既述の通りN183系で運転された実績はあったが、今回のラストランでリバイバル運転とはならなかった。
- 2024年（令和6年）3月16日：同日のダイヤ改正で「きたみ」にH100形気動車を投入（石北本線の全普通列車と同様）、併せて編成を1両編成から2両編成に変更[JR北 53]。
- 2025年（令和7年）
  - 3月15日：ダイヤ改正により次のように変更[JR北 4][48]。なお、この改正ではかつての夜行「オホーツク」の札幌駅 - 旭川駅間の代替列車の流れを汲む特急「カムイ47号」「ライラック2号」の運転が終了している。
    - 特急「大雪」全便の運転を終了。
    - 旭川駅での石北本線方面への特急料金の通算制度廃止。
    - 下り「オホーツク3号」は札幌駅発車を17時台から15時台に約2時間繰り上げ、旭川駅以遠は旧「大雪3号」の時間帯に運転。
    - 上り「オホーツク2号」は網走駅発車を5時台後半から6時台後半へ約1時間繰り下げ。網走駅 - 遠軽駅間は代替として網走駅5時台に普通列車遠軽行を新設[注 21]。
    - 上り「オホーツク4号」は網走駅発車を17時台から15時台に約2時間繰り上げ、旭川駅までは旧「大雪4号」の時間帯に運転。
    - 旧「大雪1号」「大雪2号」「オホーツク3号」「オホーツク4号」の石北本線内の代替として、旭川駅 - 網走駅間で同時間帯にH100形2両編成・全車自由席の特別快速「大雪」（号数なし、3591D～3594D、2往復、毎日運転）を新設。全列車旭川駅で特急「ライラック」と接続。
    - 特急「オホーツク」、特別快速「大雪」は旭川駅 - 網走駅間の基本停車駅を統一し、白滝駅・丸瀬布駅通過便が消滅。ただし、上り「大雪」のうち夜間の1本（3594D）は普通列車削減の代替として瀬戸瀬駅に追加で停車。
    - 特別快速「きたみ」（3583D/3582D）は普通列車削減の代替として運転区間を網走駅まで延長（北見駅 - 網走駅間は各駅停車）して、快速「きたみ」となる。旭川駅 - 北見駅間は停車駅変更なし。

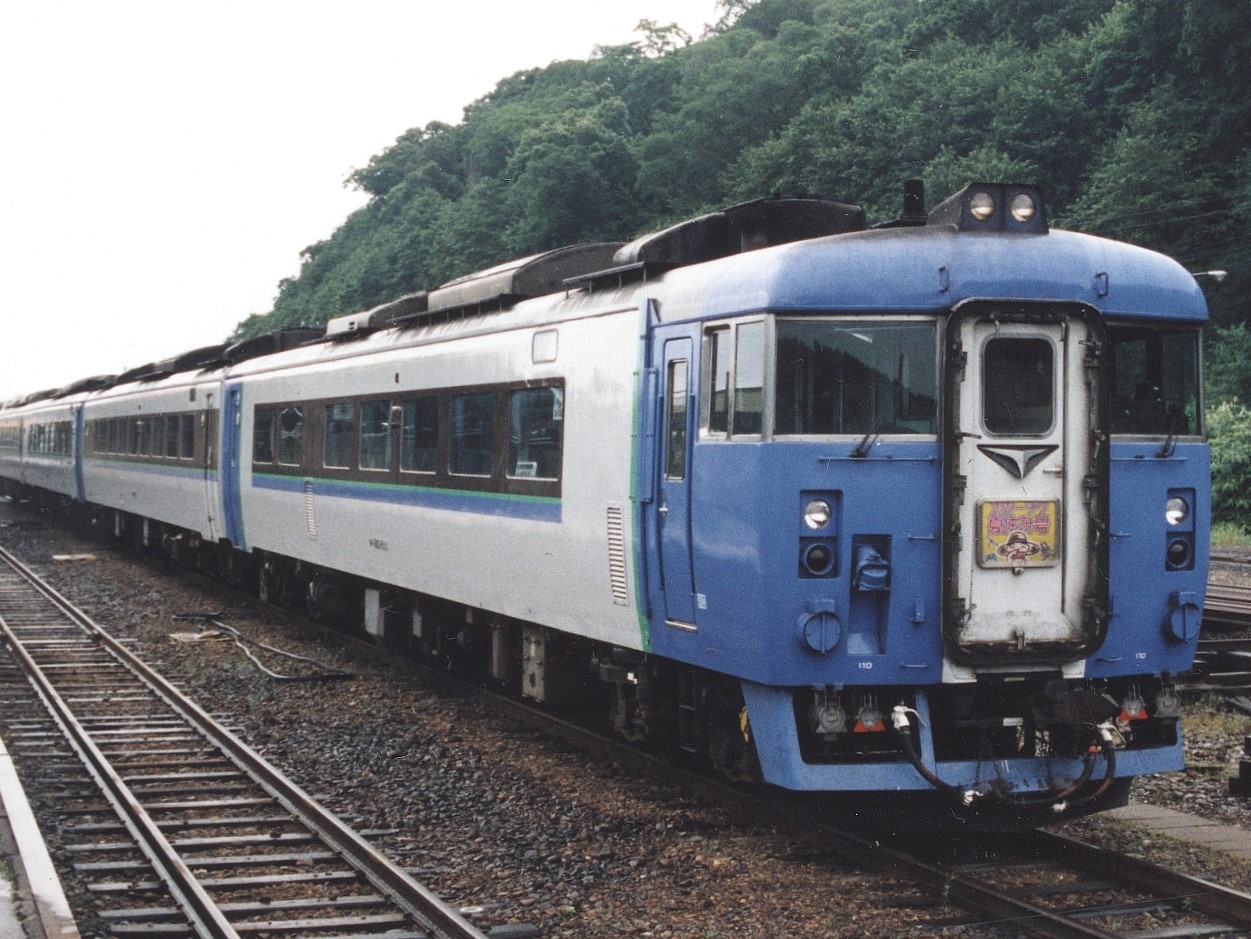
「オホーツク夏休み号」（1998年）
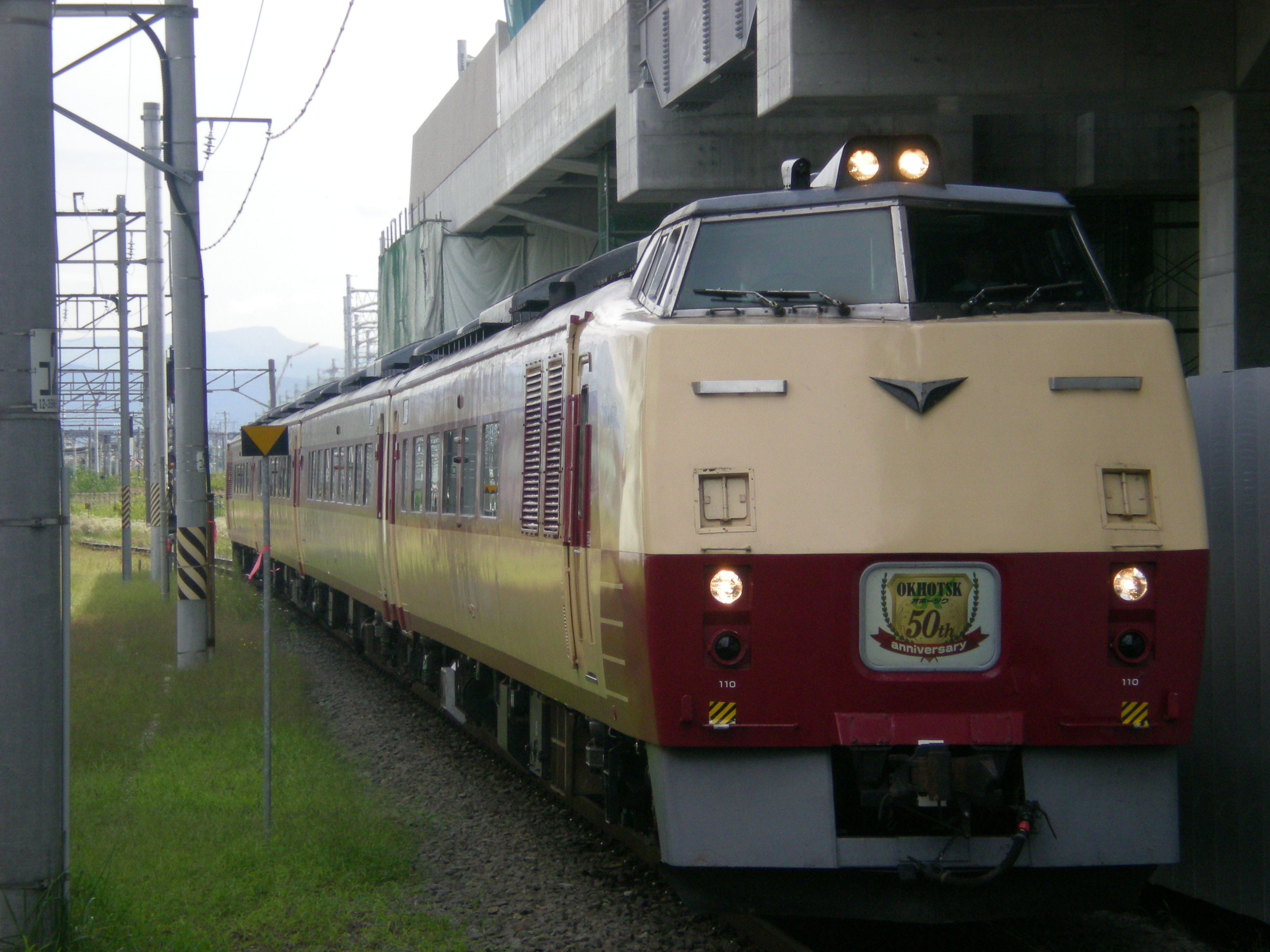
「オホーツク50周年号」記念ヘッドマーク（2009年）
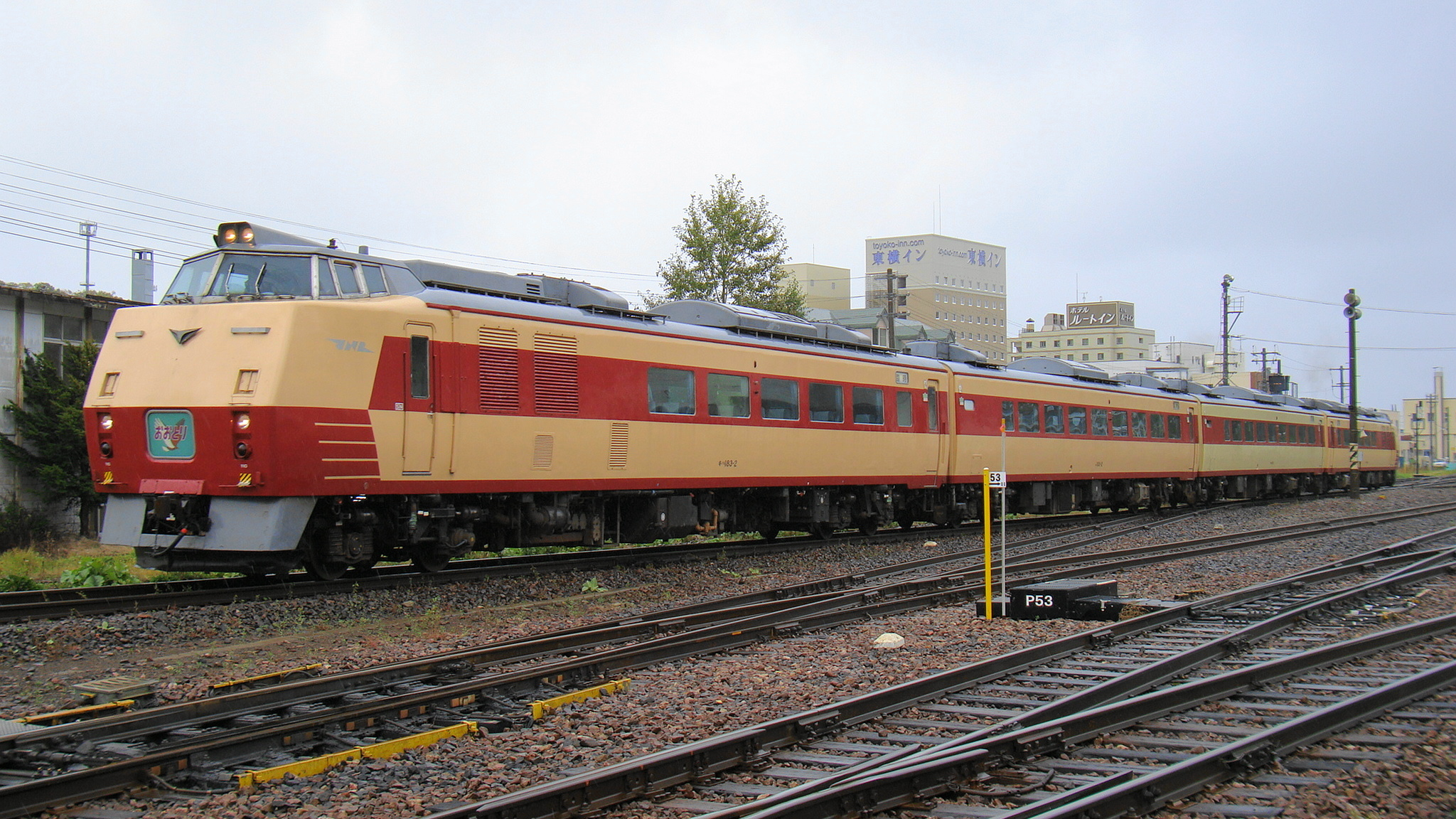
キハ183系団体臨時特急「おおとり」（2009年10月 網走駅）

## 商標
「オホーツク」「大雪」は、北海道旅客鉄道が商標として登録している。
| 登録項目等 | 内容等                   |
| ---------- | ------------------------ |
| 商標       | オホーツク               |
| 称呼       | オホーツク               |
| 出願番号   | 商願平04-270860          |
| 出願日     | 1992年(平成4年)9月29日   |
| 登録番号   | 第3124808号              |
| 登録日     | 1996年(平成8年)2月29日   |
| 権利者     | 北海道旅客鉄道株式会社   |
| 役務等区分 | 39類（旅客車による輸送） |

| 登録項目等 | 内容等                       |
| ---------- | ---------------------------- |
| 商標       | 大雪                         |
| 称呼       | オーユキ，タイセツ，ダイセツ |
| 出願番号   | 商願2016-139821              |
| 出願日     | 2016年(平成28年)12月13日     |
| 登録番号   | 第5948545号                  |
| 登録日     | 2017年(平成29年)5月19日      |
| 権利者     | 北海道旅客鉄道株式会社       |
| 役務等区分 | 39類（鉄道による輸送）       |